# Ievgueni Platov
Ievgueni Arkadievitch Platov (en russe : Евгений Аркадьевич Платов) (né le 7 août 1967 à Odessa en RSS d'Ukraine), est double champion olympique et quadruple champion du monde en danse sur glace avec son ancienne partenaire Oksana Grichtchouk.

## Biographie

### Carrière sportive
Il a commencé sa carrière en représentant l'Union soviétique, puis à partir de 1992 la fédération de Russie. Il a patiné au niveau international avec trois patineuses successives. Avec Elena Krikanova, il a conquis trois titres de champion du monde junior en 1984, 1985 et 1986, puis avec Larisa Fedorinova il a patiné à ses premiers championnats du monde seniors en 1989 à Paris.
Mais c'est surtout avec sa troisième partenaire, Oksana Grichtchouk, qu'il va pouvoir enchaîner les succès et les podiums internationaux. Leur collaboration commence en 1989. Progressant régulièrement dans la hiérarchie mondiale, ils montent sur leurs premiers podiums européens et mondiaux en 1992 (médailles de bronze aux championnats d'Europe à Lausanne puis aux championnats du monde à Oakland). Par la suite, ils vont obtenir trois titres de champions d'Europe (1996-1997-1998), quatre titres de champions du monde (1995-1996-1997-1998) et deux titres olympiques (1994 à Lillehammer et 1998 à Nagano).
Ievgueni Platov et Oksana Grichtchouk décident de quitter le patinage amateur après les Jeux olympiques de 1998 à Nagano, sans participer aux championnats du monde de mars 1998 à Minneapolis, et décide de ne pas patine ensemble professionnellement.
Parallèlement à sa vie sportive, il a épousé en 1991 la patineuse Maria Anikanova en 1991, puis divorce en 1997.

### Reconversion
Ievgueni Platov démarre ensuite une carrière de patineur professionnel avec sa compatriote et ancienne rivale Maïa Oussova. Ils remportent les championnats du monde professionnel dès 1998.
À la suite de sa carrière de patineur professionnel, il devient entraîneur adjoint de Tatiana Tarasova de 2002 à 2004, avec Maïa Oussova, au Centre international de patinage du Connecticut à Simsbury aux États-Unis. Il travaille notamment avec la japonaise Shizuka Arakawa, et les américains Sasha Cohen et Johnny Weir. À l'automne 2005, il s'installe dans le New Jersey où il devient l'entraîneur assistant de son ancien rival, Alexandre Jouline, s'occupant notamment des patineurs de danse sur glace Tatiana Navka et Roman Kostomarov. Il est devenu entraîneur de son propre chef lorsque Alexandre Jouline a quitté le New Jersey pour retourner en Russie. Il a eu alors comme élèves: les israéliens Galit Chait / Sergei Sakhnovski, les britanniques Sinead Kerr / John Kerr...

## Palmarès
Avec 3 partenaires:
- Elena Krikanova (3 saisons : 1983-1986)
- Larisa Fedorinova (3 saisons : 1986-1989)
- Oksana Grichtchouk (9 saisons: 1989-1998)

| Compétition                     | 1984    | 1985    | 1986    |  | 1987    | 1988    | 1989    |  | 1990    | 1991    | 1992    | 1993    | 1994    | 1995    | 1996    | 1997    | 1998    |
| Jeux olympiques d'hiver         |         |         |         |  |         |         |         |  |         |         |         |         | 1er     |         |         |         | 1er     |
| Championnats du monde           |         |         |         |  |         |         | 6e      |  | 5e      | 4e      | 3e      | 2e      | 1er     | 1er     | 1er     | 1er     |         |
| Championnats d’Europe           |         |         |         |  |         |         |         |  | 5e      | 5e      | 3e      | 2e      | 2e      | F       | 1er     | 1er     | 1er     |
| Championnats d'Union soviétique |         |         |         |  |         | 4e      | 4e      |  | 3e      | 2e      | 1er     |         |         |         |         |         |         |
| Championnats de Russie          |         |         |         |  |         |         |         |  |         |         |         | 1er     | F       | F       | 1er     | F       | F       |
| Championnats du monde juniors   | 1er     | 1er     | 1er     |  |         |         |         |  |         |         |         |         |         |         |         |         |         |
|                                 |         |         |         |  |         |         |         |  |         |         |         |         |         |         |         |         |         |
| Grand Prix ISU                  | 1983/84 | 1984/85 | 1985/86 |  | 1986/87 | 1987/88 | 1988/89 |  | 1989/90 | 1990/91 | 1991/92 | 1992/93 | 1993/94 | 1994/95 | 1995/96 | 1996/97 | 1997/98 |
| Finale du Grand Prix            |         |         |         |  |         |         |         |  |         |         |         |         |         |         | 1re     |         | 1re     |
| Skate America                   |         |         |         |  |         |         |         |  |         |         |         |         |         |         | 1re     |         |         |
| Trophée de France               |         |         |         |  |         | 4e      |         |  |         |         |         |         |         |         | 1re     |         | 1re     |
| Moscou Skate                    |         |         |         |  | 5e      |         | 2e      |  |         |         |         |         |         |         |         |         |         |
| Trophée NHK                     |         |         |         |  |         |         |         |  | 2e      |         | 2e      |         | 1re     |         |         |         | 1re     |
| Légende : F = Forfait           |         |         |         |  |         |         |         |  |         |         |         |         |         |         |         |         |         |